# Iglesia Presbiteriana del Uruguay

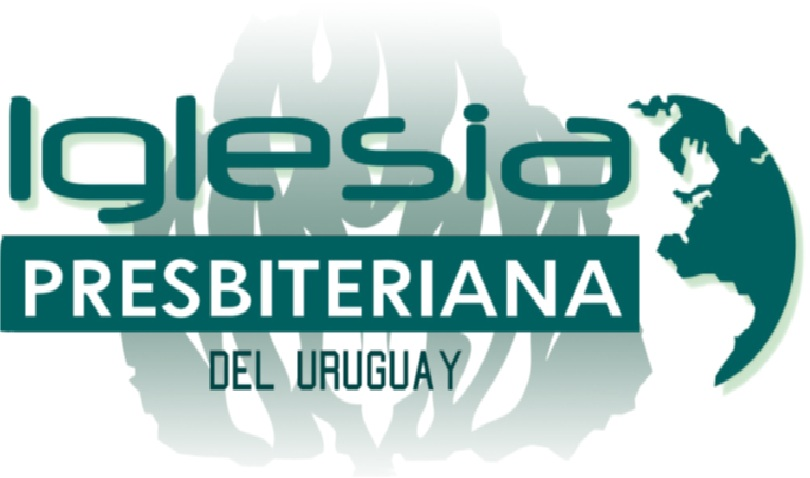
Logo de la Iglesia Presbiteriana del Uruguay (IPUY)

La Iglesia Presbiteriana del Uruguay (IPUY) es una denominación Protestante Reformadas, confesional, conservadora y calvinista en Uruguay, formado por misiones de la Agencia Presbiteriana de Misiones Transculturales de la Iglesia Presbiteriana de Brasil.
El trabajo de la iglesia comenzó en la ciudad de Montevideo y actualmente tiene congregaciones en otras ciudades del país.

## Historia
El presbiterianismo ha existido desde 1560, habiendo brotado de la formación de la Iglesia de Escocia, a través del trabajo del reformador John Knox. Este, fue el reformador de su país después de haber pasado años en Ginebra con Juan Calvino. Como tal, el presbiterianismo es una familia de Iglesias Reformadas y Calvinismo.
En 2009, la Agencia Presbiteriana de Misiones Transculturales de la Iglesia Presbiteriana de Brasil inició el trabajo misionero en Montevideo en Uruguay. En 2014 se organizó oficialmente la iglesia, y ese mismo año ya contaba con una congregación en Mercedes.
La iglesia ahora tiene un seminario para capacitar a sus propios trabajadores y ya ordenó sacerdotes y diáconos uruguayos.

## Doctrina
Como resultado de la misión de una iglesia conservadora, la Iglesia Presbiteriana del Uruguay tiene la misma actitud respecto a la ordenación y la doctrina. La iglesia solo admite candidatos masculinos a diácono, anciano o ministro.
El sistema de gobierno de la iglesia es presbiteriano, la iglesia es evangélica, cree en la inerrancia bíblica y se suscribe a la confesión de fe de Westminster

## Relaciones intereclesiásticas
La denominación es miembro de la Fraternidad Reformada Mundial Además, cuenta con la ayuda de la Agência Presbiteriana de Missões Transculturales, de la Iglesia Presbiteriana de Brasil, para la plantación de nuevas iglesias en el país También tiene relaciones con la Iglesia Presbiteriana en la America, Iglesia Presbiteriana Ortodoxa y Iglesia Presbiteriana de Chile.